# O Que É o Terceiro Estado?
O que é o Terceiro Estado? (Qu'est-ce que le tiers état?, em língua francesa) é um panfleto político escrito em 1789 pelo escritor, eclesiástico e político francês Emmanuel Joseph Sieyès. O texto teve uma tiragem de mais de 300.000 cópias. Foi inicialmente publicado anonimamente, tendo o autor posteriormente assumido sua autoria.  O texto lançou Sieyès à fama, permitindo-lhe ser eleito para os Estados Gerais como vigésimo e último representante de Paris. Sua influência foi tamanha que ele foi chamado de "a chave da Revolução Francesa". 
Neste texto o autor fala de que o terceiro estado é uma nação completa e que não necessita dos outros dois estamentos: o clero e a nobreza. O texto é um panfleto escrito como resposta de Sieyès ao convite de Jacques Necker aos escritores sobre a organização dos Estados Gerais. Sieyès propõe que estes devem organizar-se com:
1. Representantes genuínos nos Estados Gerais.
2. Dobro do número de representantes do Terceiro Estado.
3. Voto por pessoa, e não por estamento.

As duas primeiras condições foram finalmente garantidas por Necker, deixando a terceira a ser discutido nos Estados Gerais. Finalmente, o desacordo sobre esta questão levou o Terceiro Estado a autoproclamar-se Assembleia Nacional.

## Ideias centrais
A representação do Terceiro Estado ou da nação é o ponto central da argumentação de Sieyès. O autor entendia que a representação das pessoas era o objetivo principal da Revolução Francesa, o que o colocava em oposição a Rousseau. Olhando para o contexto imediato do panfleto, Sieyès entendia que o Terceiro Estado estava subrepresentado e as propostas que ele apresenta são no sentido de tentar resolver a situação.
No Terceiro Estado, Sieyès cria uma ideia de nação que inclui aqueles que fazem os trabalhos úteis. Essa ideia está relacionada à apropriação pelo autor de conceitos ligados a economia politica, principalmente os trabalhos de Adam Smith.
No texto, o autor distingue "poder constituído" e "poder constituinte", o que faz com que ele seja considerado o fundador da ideia de poder constituinte na França. A ideia de poder constituinte está ligada a ideia de Soberania Nacional, que seria fundamental para dar legitimidade à ordem política.